# آرثر سوليرس
آرثر سوليرس مواليد 28 فبراير 1916 في أنتويرب - الوفاة 05 أغسطس 1998، كان لاعب كرة قدم بلجيكي كان يلعب كمهاجم. سبق له أن لعب في كأس العالم لكرة القدم مع منتخب بلاده.
لعب دوليا مع منتخب بلاده في عام 1937 و 1938، 4 مرات. واستُدعي بعد عشر سنوات، في عام 1948 لمباراة ضد منتخب فرنسا، ولكنه لم يلعب.
وتابع مسيرته بعد الحرب العالمية الثانية حتى عام 1951، مع ريسنغ وايت ديرنغ مولنبيك.
وهو رابع أعلى هداف في تاريخ الدوري البلجيكي الدرجة الأولى بـ 280 هدفا في 401 مباراة.

## إنجازات
- منتخب بلجيكا لكرة القدم في عام 1937 و 1938 (4 كؤوس وهدفين)
- الدوري البلجيكي الممتاز في عام 1938 و 1939 مع بيرتشوت

## روابط خارجية
- آرثر سوليرس على موقع الاتحاد البلجيكي (الإنجليزية)
- آرثر سوليرس على موقع قاعدة بيانات كرة القدم.إي يو (الإنجليزية)
- آرثر سوليرس على موقع ناشيونال فوتبول تيمز (الإنجليزية)
- آرثر سوليرس على موقع عالم كرة القدم.نت (الإنجليزية)